# Liolaemus crepuscularis
Liolaemus crepuscularis este o specie de șopârle din genul Liolaemus, familia Tropiduridae, descrisă de Fernando Abdala și Gomez Diaz în anul 2006. Conform Catalogue of Life specia Liolaemus crepuscularis nu are subspecii cunoscute.